# Brigus
Brigus est une petite communauté vivant de la pêche située sur l'île de Terre-Neuve dans la province de Terre-Neuve-et-Labrador au Canada. La population y était de 794 en 2006.

## Personnalité connue
- Le capitaine Robert Bartlett, explorateur de l'Arctique.

## Annexe